# 辻国際奨学財団
公益財団法人辻国際奨学財団（つじこくさいしょうがくざいだん、英文表記Tsuji Scholarship Foundation.）は、日本の公益財団法人。
主に発展途上国からの留学生のうち成績優秀かつ経済困難な者に対し奨学金を支給して援助し、留学生間の交流会開催により国際友好親善事業を行っている。

## 財団概要
- 本部所在地 - 〒141-8603 東京都品川区大崎1-6-1
- 理事長 - 辻信太郎
- 奨学生数 - 2007年度・2008年度各30名
- 国籍別の奨学生数（2008年度） - 中国13名、韓国6名、台湾・ベトナム各3名、モンゴル2名、カンボジア・タイ・スリランカ各1名

## 沿革
昭和40年代、サンリオの社長である辻信太郎がニューヨーク出張の帰りに立ち寄ったハワイの光景に感銘を受け、帰国後にエッセイストの秋山ちえ子の協力の下、39人の盲学校の児童をハワイへ招待した。その後、辻は1990年4月に任意団体として辻アジア交流基金を発足。毎月サンリオグループのレストランで催される交流会の席上で、奨学生に対し、月額10万円の奨学金が手渡しされるようになった。交流会の開催や奨学金の手渡しの実施は、友情を重視するサンリオの企業理念に基づいており、奨学金・交流事業としてその後も継続されている。
その後税法上の問題解決のため、1990年12月に財団法人格を取得、辻国際奨学財団となる。2007年12月10日には財務省により特定公益増進法人の認定を受ける。
2012年に特定公益増進法人辻アジア国際奨学財団として組織発足するが、2013年11月に解散（公益法人制度改革による、特定公益増進法人の公益財団法人への移行）。2014年4月5日より、公益財団法人辻国際奨学財団として事業を推進している。

## 事業内容
- 奨学金の支給
- 奨学生に対する相談事業
- 奨学生交流事業 - 交流会、研修交流旅行等
- 奨学金受給終了者の交流事業